# Río Viejo
Río Viejo est une municipalité située dans le département de Bolívar, en Colombie.